# 西丹比 (紐約州)
西丹比（英語：West Danby）是位於美國紐約州湯普金斯縣的普查規定居民點。

## 人口
根據2020年美國人口普查的數據，西丹比的面積為3.55平方千米，當中陸地面積為3.54平方千米，而水域面積為0.01平方千米。當地共有人口211人，而人口密度為每平方千米59.44人。